# Tempio di Santiago
Il tempio di Santiago, detto anche tempio di Quechula, è una chiesa risalente alla metà del XVI secolo, situata nella città fantasma di Quechula, abbandonata dopo l'epidemia di peste che colpì la zona tra il 1773 e il 1776.
Dal 1966 il paese è sommerso a causa della costruzione di una diga. In periodi di forte siccità, nel 2002 e nel 2015, la chiese è riemersa temporaneamente dalle acque.

## Storia

### Epoca coloniale
Nel 1564 il frate domenicano Bartolomé de Las Casas fondò assieme ad alcuni monaci un monastero a Tecpatán, cittadina situata nell'attuale stato del Chiapas. A causa di similarità architettoniche si ritiene che il Tempio di Santiago sia stato costruito dagli stessi costruttori. All'epoca della costruzione la chiesa serviva una congregazione molto più piccola di quanto avrebbe potuto ospitare, era stata infatti progettata in previsione di una futura crescita demografica. Carlos Navarrete, un architetto incaricato dal Governo messicano di studiare la struttura, disse all'Associated Press:
(Carlos Navarrete)
Navarrete stabilì che la chiesa fu abbandonata durante l'epidemia di peste del 1773-76. L'architetto documentò il ritrovamento del legno che formava il coro e la struttura del tetto. Al suo interno fu trovato l'ossario contenente i resti dei morti di peste. A seguito dell'abbandono la chiesa cadde definitivamente in disuso.

### Storia recente
Nel 1966, a seguito della costruzione della diga di Malpaso, la chiesa fu completamente sommersa. A seguito di periodi di forte siccità, il livello del bacino si abbassa tanto da far riemergere l'edificio. Il primo caso documentato risale al 2002. In tale occasione, il livello scese talmente tanto da permettere alle persone di camminare all'interno della chiesa. Nel 2015 il livello scese di nuovo, e la chiesa riemerse, ma solo parzialmente. In quest'occasione visite furono organizzate da pescatori locali, che portarono i turisti fino alla chiesa con le loro imbarcazioni.